# Meta Quest 3
Meta Quest 3（メタクエストスリー）は、Metaのリアリティ・ラボ部門が開発した「MR（複合現実）を体験できるVRヘッドセット」である（後継機のMeta Quest 3Sは「MRヘッドセット」と称しているが、本機・後継機のいずれもVRとMRの両方を体験できる）。
2023年6月1日に公式に情報が発表され、2023年10月10日に発売された。

## 仕様

### ハードウェア
前世代機のMeta Quest 2とは対照的に、Quest 3は前面に縦に盛り上がった3つのセンサーを搭載している（左右２つのカメラはRGBカラーカメラで中央カメラは深度センサー）。深度センサーは「環境メッシュ」をサポートしており、ユーザーがヘッドセットを着けたまま周辺環境と相互作用できるようになり、RGBカラーカメラはより優れたMR（複合現実）体験をサポートする。ヘッドセットの隅にはトラッキングカメラが搭載されており、底部には音量ボリュームボタンとヘッドセットの瞳孔間距離（IPD）の調整ダイヤルがある。Quest 3の発表に伴って投稿されたブログ記事には、Meta Quest 2と比較して「40%スリムな光学設計」により、より洗練された快適なヘッドセットになると記載されている。
Quest 3にはクアルコム製のSoC「Snapdragon XR2 Gen2」が採用され、MetaはQuest 2で使用されているSoC「Snapdragon XR2」の2倍の性能と宣伝している。

#### コントローラー
Quest 3には「Touch Plusコントローラー」という新型のコントローラーが同梱されている。「Quest Pro」付属のQuest Touch Proコントローラーと形状が似ているが、触覚フィードバックの改良と、トラッキングリングの不採用という特徴がある。一方でTouch Proコントローラーも使用可能である。

### ソフトウェア
Quest 2のゲーム及びアプリのカタログとの後方互換性がある。VentureBeatによると、Quest 3はAsgard's Wrath 2と同時発売される予定であるという。従業員向けの非公開プレゼンテーションでMetaのVR担当副社長のマーク・ラブキンは、ローンチ時に41個のアプリとゲームが発売される予定であると述べた。

## 発売
2023年2月にThe Vergeが入手したロードマップによると、MetaはQuest 3（社内コードネーム「Stinson」）の同年後半の発売を予定していた。
公式発表に先立って、ブルームバーグ記者のマーク・ガーマンは2023年5月28日にニュースレターを発行し、Quest 3のプロトタイプ版（コードネーム「Eureka」）を実際に触る機会を得たと報告した。2023年6月1日、Metaはマーク・ザッカーバーグのInstagramの動画を通じてQuest 3を正式に発表した。ティザー映像では、Quest 3が2023年後半にリリースされ、価格は128GBのストレージを搭載したモデルで74,800円（税込）になると発表された (大容量のストレージオプションは今後発表される予定とされた)。一部のメディアは、この発表のタイミングが、AppleがARヘッドセットを発表すると予想されていたWorldwide Developers Conference（WWDC）の4日前であることに言及した（WWDCでは「Apple Vision Pro」が発表された）。
Quest 3の詳細・追加情報は、2023年9月27日に開催される開発者向け年次カンファレンス「Meta Connect」で発表された。

## 評価
正式発表に先立って公開された体験リポートで、ブルームバーグ記者のマーク・ガーマンは、新デザインはハンドトラッキングの精度が低いことに気付いた。Metaは時間の経過と共に精度は向上していくと説明した。
GAME Watchは、Meta Quest 3はQuest 2からの大幅な進化が見られ、特にハードウェアの改善と複合現実（MR）機能の追加が注目に値すると述べた。目玉機能であるフルカラーパススルーとMR機能について、現実世界をカラーで確認でき、それを活かしたゲームプレイや様々なアプリの使用が可能になったと説明した。ディスプレイに関しては、解像度の向上とパンケーキレンズの採用により、より鮮明な映像が実現されたと高く評価した。
また、Snapdragon XR2 Gen2チップセットの採用によりグラフィックス性能が2倍になったことも強調されている。サウンド面では、低音から高音まで満遍なく再生できるようになり、音の広がりや質感が向上したと報告している。さらに、空間オーディオへの対応も評価されている。一方、価格の上昇や、パンケーキレンズによる若干の輝度低下、MR機能にまだ改善の余地があることなどの課題点も指摘した。